# Maciej Szymanowicz
Maciej Szymanowicz (ur. 1976 w Białymstoku) – polski grafik, autor książek, okładek i ilustracji. 

## Życiorys
Ukończył studia na Wydziale Sztuki Lalkarskiej Akademii Teatralnej im. Aleksandra Zelwerowicza w Warszawie, dyplom uzyskał pod opieką dr. hab. Marka Waszkiela. Krótko współpracował jako aktor z Teatrem Wierszalin Piotra Tomaszuka.
Mieszka i tworzy w Warszawie. Ilustruje, projektuje książki, tworzy plakaty teatralne i gry planszowe. Współpracował z „Życiem”, „Wprost”, „Polska The Times”, magazynem „Mamy” oraz „MiniMini+” (e-magazyn).
W 2014 wydał swoją pierwszą autorską książkę Najmniejszy słoń świata (Wydawnictwo Muza, 9788377586747).

## Zilustrowane książki
- Roztrzepana sprzątaczka, tekst Dorota Gelner, Wydawnictwo Wilga 2009, ISBN 978-83-259-0133-2
- Rymobranie, tekst Agnieszka Frączek, Wydawnictwo Wilga 2010, ISBN 978-83-259-0229-2
- Asiunia, tekst Joanna Papuzińska, Wydawnictwo Literatura, Muzeum Powstania Warszawskiego 2011, ISBN 978-83-7672-415-7
- Odlotowo, tekst Michał Nowakowski, Wydawnictwo Wilga 2012, ISBN 978-83-259-0380-0
- Mój tato szczęściarz, tekst Joanna Papuzińska, Wydawnictwo Literatura, Muzeum Powstania Warszawskiego 2013, ISBN 978-83-7672-245-0
- Wszystkie moje mamy, tekst Renata Piątkowska, Wydawnictwo Literatura 2013, ISBN 978-83-7672-256-6
- Syberyjskie przygody Chmurki, tekst Dorota Combrzyńska-Nogala, Wydawnictwo Literatura 2014, ISBN 978-83-7672-314-3
- Krasnale i olbrzymy,  tekst Joanna Papuzińska, Wydawnictwo Literatura, Muzeum Powstania Warszawskiego 2015, ISBN 978-83-7672-386-0
- Śmiechu warte, tekst Agnieszka Frączek, Wydawnictwo Literatura 2015, ISBN 978-83-7672-336-5
- Teraz tu jest nasz dom, tekst Barbara Gawryluk, Wydawnictwo Literatura 2016, ISBN 978-83-7672-442-3
- Hebanowe serce,  tekst Renata Piątkowska, Wydawnictwo Literatura 2016, ISBN 978-83-7672-462-1
- Ale auta! Odjazdowe historie samochodowe, tekst Michał Leśniewski, Wydawnictwo Egmont 2017, ISBN 978-83-281-1456-2
- Rok w krainie czarów, książka autorska, Wydawnictwo Nasza Księgarnia 2017, ISBN 978-83-10-12683-2
- Wielcy wynalazcy, tekst Marcin Jamkowski, Wydawnictwo Dwukropek 2017, ISBN 978-83-7874-547-1
- Jadzia, tekst Izabella Klebańska, Wydawnictwo Literatura 2018, ISBN 978-83-7672-567-3
- Krasnoludki. Fakty, mity, głupoty,  książka autorska, Wydawnictwo Nasza Księgarnia 2018, ISBN 978-83-10-13392-2
- Ściśle tajne, tekst Paweł Beręsewicz, Wydawnictwo Literatura 2018, ISBN 978-83-7672-580-2
- Wielcy naukowcy, tekst Marcin Jamkowski, Wydawnictwo Dwukropek 2019, ISBN 978-83-8141-009-0
- Sklep z babciami, tekst Dominika Gałka, Wydawnictwo Literatura 2019, ISBN 978-83-7672-667-0
- Wielcy muzycy, tekst Robert Janowski, Wydawnictwo Dwukropek 2020, ISBN 978-83-8141-178-3
- Magiczna podróż Flory, tekst Gabriela Rzepecka-Weiss, Wydawnictwo Dwukropek 2022,  ISBN 978-83-8141-440-1
- Marzenia. Fakty, mity, głupoty, książka autorska, Wydawnictwo Nasza Księgarnia 2022, ISBN 978-83-10-13575-9
- Ryś miasta, tekst Katarzyna Wasilkowska, Wydawnictwo Literatura 2023, ISBN 978-83-8208-149-7
- Flora i Machina-lawina,  tekst Gabriela Rzepecka-Weiss, Wydawnictwo Dwukropek 2023, ISBN 978-83-8141-558-3

## Nagrody
- Nagroda Miasta Stołecznego Warszawy za ilustracje do książki Asiunia Joanny Papuzińskiej (2011)[5]
- Nagroda w konkursie „Przecinek i Kropka” oraz nagroda Festiwalu Literatury dla Dzieci za ilustracje do Wszystkie moje mamy Renaty Piątkowskiej (2014)[6]
- Nagroda im. Kornela Makuszyńskiego rok: 2015 za książkę Syberyjskie przygody Chmurki[7]
- Nagroda Żółtej Ciżemki w kategorii literatura i ilustracje za książkę Marzenia. Fakty, mity, głupoty (2023)